# Tanhuixco
Tanhuixco är en ort i Mexiko.   Den ligger i kommunen Atempan och delstaten Puebla, i den sydöstra delen av landet, 180 km öster om huvudstaden Mexico City. Tanhuixco ligger 1 995 meter över havet och antalet invånare är 1 270.
Terrängen runt Tanhuixco är lite bergig, och sluttar norrut. Runt Tanhuixco är det ganska tätbefolkat, med 134 invånare per kvadratkilometer. Närmaste större samhälle är Teziutlan, 11,2 km öster om Tanhuixco. I omgivningarna runt Tanhuixco växer huvudsakligen savannskog.